# Pivovar Velké Popovice
Pivovar Velké Popovice pochází ze 16. století a nachází se zčásti na území obce Velké Popovice, zčásti na území obce Petříkov v okrese Praha-východ. Od roku 2002 patří společnosti Plzeňský Prazdroj a.s., která byla do roku 2016 součástí skupiny SABMiller. V současnosti patří do skupiny Asahi Breweries, Ltd.
Začal poprvé pivo vařit už v 16. století a vařilo se zde do té doby, než v první polovině 18. století propukly války.
Opravdu znovu se pivovar rozjel až o tři staletí později a to v roce 1871 zakladatelem Františkem Ringhofferem. Ten se rozhodl postavit ve Velkých Popovicích nový pivovar, který rozšířil, vybavil technickými novinkami a nechal zbudovat nové studny. První várka piva se zde uvařila až o tři roky později od jeho novodobého založení, dne 15. prosince 1874. Rok 1874 je základním datem novodobé historie Velkopopovického kozla, jehož emblém vytvořil jakýsi francouzský malíř. Majitelé pivovaru si pro štěstí v roce 1938 přivedli do pivovaru živého kozla. Od té doby je zde k vidění i jeho kozlí následovníci. V roce 1965 vyrobení prvních cisteren s tankovým pivem, které se rozváželo do hospod. Pivní svátek Den Kozla se uskutečnil poprvé v roce 1993. Od té doby se koná každoročně. V roce 2009 vytvořen českým umělcem Janem Čapkem rohatou (místo ucha) pivní sklenici. Nová receptura pro jedenáctistupňové a dvanáctistupňové piva se zavedla do produkční výroby v roce 2020.
V březnu roku 1999 byla poprvé schválena fúze Plzeňského Prazdroje, a.s. se společností Pivovar RADEGAST a.s., dosavadním majoritním vlastníkem akcií pivovaru Velké Popovice. Od října roku 1999 celou skupinu vlastnily Jihoafrické pivovary (South African Breweries, plc.) prostřednictvím nizozemské společnosti South African Breweries International (SAB), k formální fúzi českých pivovarů došlo zápisem do obchodního rejstříku v říjnu 2002. V současné době (2023) celou skupinu vlastní Asahi Breweries, Ltd.

## Produkty pivovaru
- Kozel 10 - poctivá výčepní desítka (obsah alkoholu 4,2 %)
- Kozel 11 - světlý ležák (obsah alkoholu 4,6 %)
- Kozel Mistrův ležák - poctivě zrající ležák (obsah alkoholu 4,8 %)
- Kozel Černý - tmavé pivo (obsah alkoholu 3,8 %)
- Kozel Řezaný - řezaný ležák (obsah alkoholu 4,7 %)
- Kozel Nealko - polotmavé nealkoholické pivo (obsah alkoholu 0,5 %)

## Zajímavosti
Veškeré pivní tácky pivovaru Velké Popovice